# Światło (pismo)
Światło – miesięcznik, a później kwartalnik wydawany w Paryżu w latach 1947-1959. W 1947 Zygmunt Zaremba założył w Paryżu Towarzystwo Wydawnicze Światło. Od 1947 do 1959 pod firmą Towarzystwa ukazywał się pismo „Światło”. Jego kontynuacją było pismo „Droga”. Oba periodyki były organami teoretycznymi PPS na emigracji.
Zarządzeniem dyrektora Głównego Urzędu Kontroli Prasy, Publikacji i Widowisk, Tadeusza Zabłudowskiego, z 14 czerwca 1947 czasopismo zostało pozbawione debitu komunikacyjnego i zakazano jego rozpowszechniania w Polsce Ludowej.